# Campeonato Sudamericano de Béisbol 2004
El Campeonato Sudamericano de Béisbol 2004 fue la X versión del torneo organizado por la Confederación Sudamericana de Béisbol (CSB), que se llevó a cabo en 2004 en Buenos Aires, Argentina. Los locales, Argentina obtuvo su primer título desde 1959 cuando compartió el título con Brasil. Colombia y Venezuela no participan debido a que disputaban la clasificación a la Copa Mundial de Béisbol de 2005, Brasil en cambio envió un equipo juvenil en su reemplazo.

## Primera Ronda
| Posición | Equipo    | Ganados | Perdidos | C. Anotadas | C. Recibidas |
| -------- | --------- | ------- | -------- | ----------- | ------------ |
| 1        | Brasil    | 3       | 1        | 41          | 10           |
| 2        | Argentina | 3       | 1        | 36          | 6            |
| 3        | Ecuador   | 3       | 1        | 25          | 24           |
| 4        | Perú      | 1       | 3        | 15          | 24           |
| 5        | Chile     | 0       | 4        | 12          | 36           |

| Leyenda                      |
| ---------------------------- |
| Avanza al juego por el Oro   |
| Disputan juego por el bronce |

## Finales
| Juego  | Fecha | Ganador   | Resultado | Perdedor |
| ------ | ----- | --------- | --------- | -------- |
| Bronce | 2004  | Ecuador   | 10-4      | Perú     |
| Oro    | 2004  | Argentina | 3-1       | Brasil   |

| Bandera de Argentina |
| Campeón Argentina    |
| Segundo título       |